# سوسیالیسم
سوسیالیسم(به فرانسوی: Socialisme) که در فارسی جامعه‌خواهی یا جامعه‌گرایی نیز خوانده می‌شود، اندیشه‌ای سیاسی، اقتصادی، اجتماعی و فرهنگی است که هدف آن ایجاد نظم اجتماعی و اقتصادی مبتنی بر برابری است، به معنای آن که تمامی قشرها و طبقات جامعه سهمی برابر و هم‌اندازه در سود همگانی داشته باشند.

## پیرامون نام
سوسیالیسم (Socialism) از ریشه لاتینی سُکیوس (Socius) به معنی همراه و شریک یا از واژهٔ «سوسیال» (Social) به معنای اجتماعی و پسوند ایسم، در زبان فرانسوی گرفته شده است.

#### مترادف‌ها
تعریف و استفاده از جامعه‌گرائی (Socialism) در دههٔ ۱۸۶۰ تقویم میلادی حل و فصل شد و جایگزین انجمن‌گرائی (Associationism)، تعاونی‌گرائی (Cooperatism)، متقابل‌گرائی (Mutualism) و جمع‌گرائی (Collectivism) بگشت که به عنوان مترادف استفاده می‌شدند در حالی که اشتراکی‌گرائی (Communism) در این دوره از کاربرد خارج شد.

## مفهوم
سوسیالیسم فلسفهٔ پیچیده و گنگی است؛ می‌توان گفت وجه اشتراک در این طیف اعتقاد بر انسجام همگانی از جمله بر روی ابزار تولید و اقتصاد، و مسائل اجتماعی و سیاسی است، که باعث شکل‌گیری دولت‌های خودمختار و کشور ایالاتی (جماهیر) است، گاهی اختلاف بر سر قدرت مرکزی و عملی کردن انسجام همگانی است؛ امروزه یکی از مشکلات و سؤالات اساسی سوسیالیسم اختلاف بر مفهوم آن است افراد و احزاب و مکاتب زیادی خود را سوسیالیست می‌دانند و با نام سوسیالیسم سعی بر نشان دادن اعتقاد به مفهوم انسجام همگانی دارند، اما مفهوم سوسیالیسم بین آن‌ها متفاوت است، در بعضی مواقع حتی ضد مالکیت خصوصی هم مورد قبول همه نیست.
در سال ۱۹۲۹ میلادی، آدولف هیتلر برای گروهی از رهبران نازی سخنرانی کرد و «سوسیالیسم» را به این معنی ساده کرد: «سوسیالیسم! این یک کلمهٔ تاسف بار است… واقعاً سوسیالیسم به چه معناست؟ اگر مردم چیزی برای خوردن و لذت‌هایشان دارند، پس آنها سوسیالیسم خود را دارند.»

## تاریخ
کارل کائوتسکی نظریه‌پرداز مارکسیست در کتاب خود که دربارهٔ توماس مور است، کتاب خود را با این ادعا شروع می‌کند، که مور و مونزر هر دو راهپیمایی که سوسیالیست‌ها داشته‌اند از جمله لیکور گوس و پیتا گاروس تا افلاطون، گراچی کاتالینه، مسیح و… را ادامه دادند، و مور و مونزر دو چهره آغازگر سوسیالیسم هستند. اگرچه اندیشه‌های مبتنی بر لغو مالکیت خصوصی پیشینهٔ زیادی در تاریخ دارد، ولی جنبش سوسیالیستی بیشتر پس از شکل‌گیری جنبش کارگری در قرن نوزدهم میلادی اهمّیت سیاسی پیدا کرد. در آن قرن حزب‌های گوناگون که خود را سوسیالیست، سوسیال دموکرات و کمونیست می‌نامیدند با هدف لغو مالکیت خصوصی در اروپا و آمریکا شکل گرفت.
اما برخلاف تعریف رایج در سطح جهانی از سوسیالیسم، لغو مالکیت خصوصی به‌خودی‌خود نمی‌تواند توضیح کاملی را در مورد سوسیالیسم ارائه دهد. لنین در دولت و انقلاب می‌نویسد استراتژِی کمونیسم، لغو مالکیت خصوصی بر ابزار تولید و الغای کار مزدی است. جامعهٔ کمونیستی جامعه‌ای است که در آن هر کس بر طبق استعدادهای بالفعلی که دارد کار می‌کند و بر اساس نیازها و اهدافش از مواهب آن بهره‌مند می‌شود. دست‌یافتن به چنین نظامی ملزومات خاص خود را دارد. از جمله می‌توان مرحلهٔ انتقالی یا فاز پایینی را نام برد. شرط دست‌یافتن به چنین نظامی بسط آگاهی طبقاتی و سازمان‌یابی کارگران حول منافع طبقاتی مشترک خویش است که خود به نبرد طبقاتی سرنوشت‌سازی تبدیل می‌شود. در این نبرد پرولتاریا سرانجام به پیروزی دست می‌یابد و بساط دنیای کهن جور و ستم روبوده می‌شود. در این هنگام دولت سرمایه‌داران سرنگون شده و به‌جای آن دولت سوسیالیستی یا حکومت کارگری بر مسند قدرت می‌ایستد. وظیفهٔ این دولت دفاع از دست‌آوردهای اقتصادی و سیاسی و اجتماعی کارگران و سرکوب توطئه‌گری‌ها و سنگ‌اندازی طبقهٔ بورژوازی و هدایت جامعه به‌سوی جامعه‌ای بدون طبقه (جامعه کمونیستی) است. در این مرحله طبقات هنوز ملغی نشده‌اند؛ ضرورت و وجوب وجود دولت برقرار است، امّا سوسیالیسم دورهٔ گذار به‌سوی زوال هرگونه دولتی است. دورهٔ گذار لغو طبقات اجتماعی است. در واقع سوسیالیسم حکومت کاری و کارگر محور است.
پیروزی شاخهٔ بلشویکِ حزبِ سوسیال دموکراتِ کارگریِ روسیه در انقلاب اکتبر روسیه موجب انشعابی بزرگ در جنبش سوسیالیستی جهان شد و حزب‌هایی که با روش بلشویک‌ها موافق نبودند (اغلب با نام احزاب سوسیال دموکرات) مدافع حقوق کارگران شدند.
برگزاری تظاهرات و راهپیمایی اول ماه مه در دفاع از حقوق کارگران از فعالیت‌های همیشگی حزب‌های سوسیالیست در بیشتر کشورهای جهان است.
در سدهٔ بیستم حزب‌های سوسیالیست یا سوسیال دموکرات (با برنامه‌هایی که به درجات مختلف سوسیالیستی است) در بسیاری از کشورهای اروپایی به قدرت رسیدند.

### سوسیالیسم اولیه
الگوهای سوسیالیستی و ایده‌هایی که از مالکیت مشترک یا عمومی پشتیبانی می‌کنند از دوران باستان وجود داشته‌اند. اقتصاد امپراتوری مائوریا در قرن سوم پیش از میلاد به عنوان یک سلطنت مطلقه به خاطر «ملی‌سازی صنایع» توسط برخی از محققان «سلطنت سوسیالیزه‌شده» و «نوعی سوسیالیسم دولتی» توصیف شده است. برخی دیگر از محققان معتقدند عناصر تفکر سوسیالیستی در ایده‌های سیاسی فلاسفهٔ کلاسیک یونان از جمله افلاطون و ارسطو موجود بوده است. مزدک جوان یک سوسیالیست اولیه و طرفدار مالکیت اشتراکی بود. برخی از نویسندگان، ابوذر غفاری یکی از اصحاب محمد را از متقدمین سوسیالیسم اسلامی دانسته‌اند. آموزه‌های مسیح، خصوصاً توسط سوسیالیست‌های مسیحی در چهارچوب سوسیالیسم توصیف شده‌اند. پس از انقلاب فرانسه، فعّالان و متفکرانی چون فرانسوا نوئل بابوف، اتین-گبریل مورلی، فیلیپه بوناروتی و لویی اگوست بلانکی در جنبش‌های کارگری و سوسیالیستی اولیه در فرانسه تأثیرگذار بودند. در بریتانیا توماس پین برنامه‌ای دقیق برای مالیات‌گیری از ملاکین برای پرداختن نیازهای فقرا ارائه داد. چارلز هال در «تأثیرات تمدن بر مردم در دولت‌های اروپایی» اثرات سرمایه‌داری را بر فقرای زمان خود مورد نکوهش قرار داد. این کتاب در طرح‌های آرمان‌شهری توماس اسپنس مؤثر بود.
اولین جنبش‌های خودآگاه سوسیالیستی در دههٔ بیست و سیِ قرنِ ۱۹ آغاز شدند. طرفداران فوریه، اوون و سن‌سیمون مجموعه‌ای از تحلیل‌ها و تفسیرهای اجتماعی را ارائه کردند. خصوصاً اوونی‌ها با جنبش‌های طبقهٔ کارگر مانند چارتیست‌ها در پادشاهی متحده همپوشانی داشتند. چارتیست‌ها تعداد قابلِ‌توجهی از افراد را حول «منشور خلق ۱۸۳۸» متحد کردند که به دنبال اصلاحات دموکراتیک با تمرکز بر حق رای عمومی برای تمام مردان بزرگسال بود. رهبران این جنبش خواهان توزیع عادلانه‌تر درآمد و شرایط بهتر زندگی برای طبقات کارگر شدند. اولین اتحادیه‌های کارگری و انجمن‌های تعاونی مصرف به دنبال جنبش چارتیست ایجاد شدند. پیر ژوزف پرودون فلسفهٔ همیاری خود را ارائه داد. مطابق این تفکر «همه، چه به شکل انفرادی و چه به عنوان عضوی از یک تعاونی مشترک، دارای این حق هستند که صاحب و استفاده‌کننده از زمین و دیگر منابع لازم برای گذران زندگی خود باشند».
مبلغان اولیهٔ سوسیالیسم، برابرسازی اجتماعی را به منظور ساختن یک جامعهٔ شایسته‌سالار یا فن‌سالار دنبال می‌کردند. هنری سن سیمون به شدت تحت تأثیر توانایی‌های بالقوهٔ علم و فناوری بود و مبلغ حذف آن جنبه‌های سرمایه‌داری بود که به افراد امتیازات نابرابر می‌داد. او به دنبال جامعه‌ای بود که در آن هر فرد بر اساس ظرفیت‌های خود رده‌بندی می‌شود و بر اساس میزان کارش پاداش می‌گیرد. تمرکز اصلی او بر کارآمدی اجرایی و صنعتی‌گرایی و باور به این بود که علم برای پیشرفت ضروری است. دیگر متفکران اولیهٔ سوسیالیست مانند چارلز هال و توماس هاجکین ایده‌های خود را بر نظریه‌های اقتصادی دیوید ریکاردو بنا کردند.
منتقدان اجتماعی اروپای غربی از جمله لویی بلان، شارل فوریه، چارلز هال، رابرت اوون، پیر جوزف پرودون و سن‌سیمون در جملهٔ نسختین سوسیالیست‌های مدرن بودند که فقر و نابرابری را در انقلاب صنعتی مورد انتقاد قرار دادند. آن‌ها طرفدار اصلاحات بودند، مثلاً اوون طرفدار دگردیسی جامعه به سمت جوامع کوچکی بدون مالکیت خصوصی بود. اوون این تصور را به سوسیالیسم مدرن پیوند زد که اعمال و ویژگی‌های افراد عموماً توسط محیط اجتماعی تعیین می‌شوند. از سوی دیگر فوریه طرفدار فالانستری‌ها (جوامعی که به اشتیاقات فردی از جمله گرایش‌های جنسی احترام می‌گذارند)، همبستگی و نوآوری بود و معتقد بود کار باید با لذت برای افراد همراه باشد. ایده‌های اوون و فوریه در جوامع داوطلبانه پیرامون اروپا و آمریکای شمالی در اواسط قرن نوزدهم عملی می‌شدند.

#### کمون پاریس

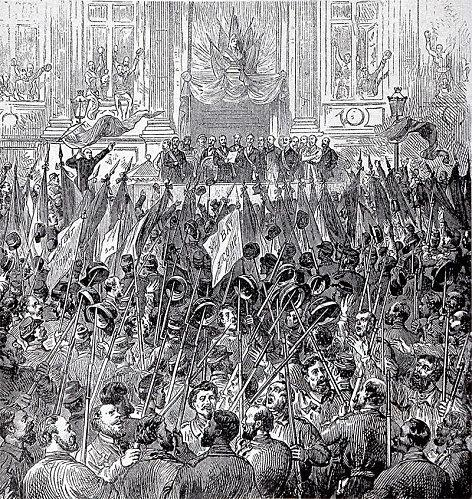
جشن انتخابات کمون در ۲۸ مارس ۱۸۷۱- کمون پاریس یکی از اولین نمونه‌های پیاده‌سازی الگوهای سوسیالیستی در جامعه بود.

کمون پاریس حکومتی بود که از ۱۸ مارس (رسما از ۲۸ مارس) تا ۲۸ مه ۱۸۷۱ بر پاریس حکمرانی می‌کرد. کمون حاصل قیامی در پاریس پس از شکست فرانسه در جنگ فرانسه-پروس بود. انتخابات کمون در ۲۶ مارس برگزار شد. این انتخابات به برگزیده شدن شورای کمون متشکل از ۹۲ عضو منجر شد که هر عضو نمایندهٔ ۲۰ هزار شهروند می‌شد.
از آن‌جا که کمون روی‌هم‌رفته کمتر از ۶۰ روز موجودیت داشت، فرمان‌های معدودی در آن صادر شد. از جملهٔ این فرمان‌ها جدایی کلیسا از دولت، بخشیدن بدهی اجاره‌خانه‌ها در دوران تسخیر شهر، لغو کار شبانه در صدها نانوایی پاریس، تضمین حقوق هموندان و فرزندان اعضای گارد ملی که در خدمت کشته شده بودند و پس دادن تمام لوازم خانه و کار کارگران که در طول تسخیر شهر به گرو گرفته شده بودند.

### بین‌الملل اول

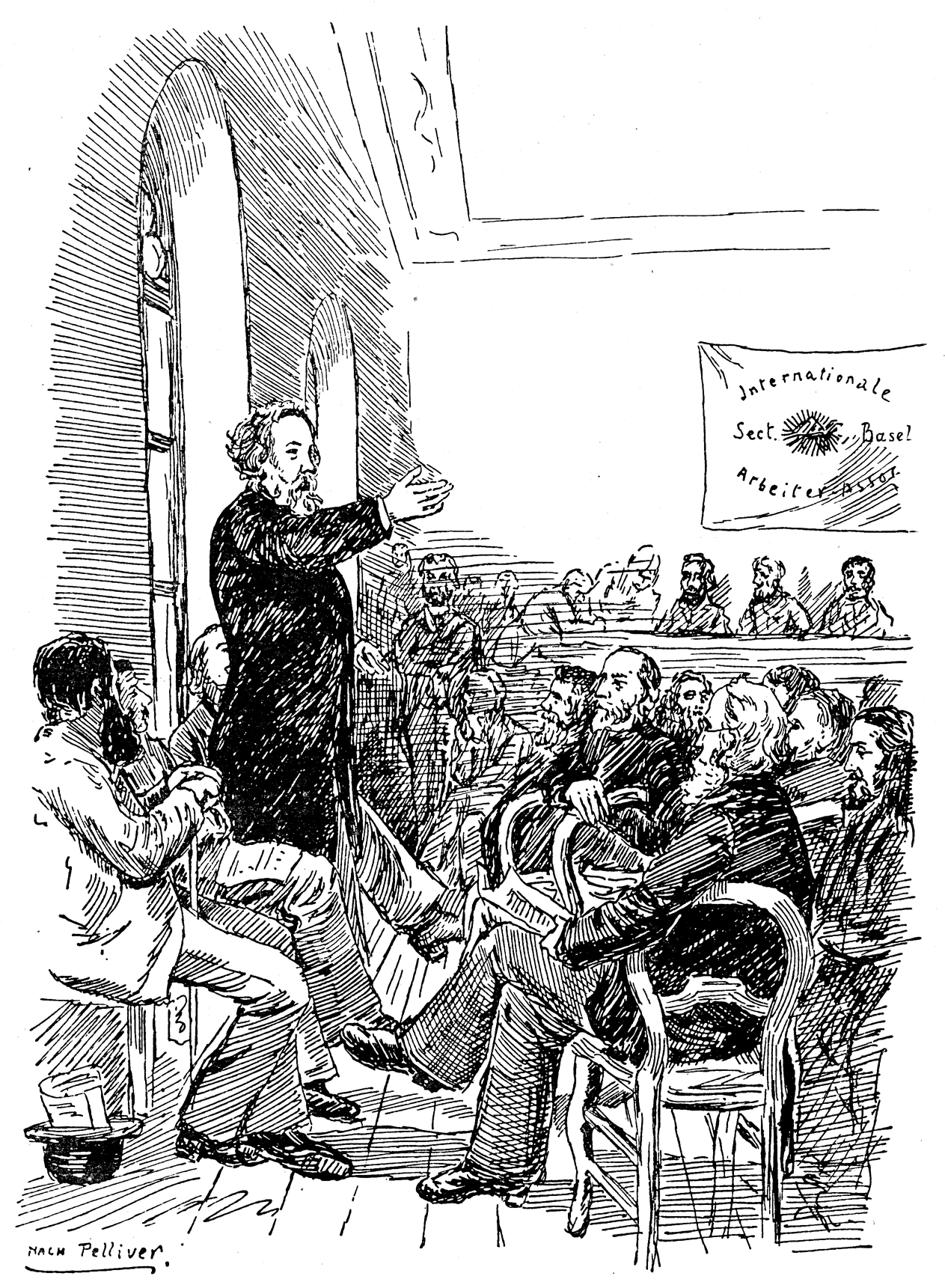
میخائیل باکونین اعضای بین‌الملل اول را خطاب قرار می‌دهد.

در سال ۱۸۶۴ بین‌الملل اول در لندن تأسیس شد. این انجمن جریان‌های گوناگون انقلابی را از جمله سوسیالیست‌هایی چون پیروان فرانسوی پرودون، بلانکیست‌ها، فیلادلفیا، اتحادیه‌های کارگری انگلیسی و سوسیال دموکرات‌ها متحد می‌کرد. در سال ۱۸۶۵ و ۱۸۶۶ بین‌الملل اول یک گردهمایی مقدماتی برگزار کرد و کنگرهٔ نخستش را در ژنو برپا نمود. به موازات این اقدام با توجه به گوناگونی بسیار دیدگاه‌ها اختلافات درگرفت. اولین مخالفت‌ها با مارکس از جانب طرفداران همیاری که مخالف سوسیالیسم دولتی بودند آغاز شد. کمی بعد از آن که میخائیل باکونین و پیروان او در سال ۱۸۶۸ به بین‌الملل پیوستند این انجمن به دو قطب طرفداران باکونین و طرفداران مارکس منشق شد. واضح‌ترین تفاوت‌ها بین این دو گروه در استراتژی‌هایی بود که برای رسیدن به اهداف خود دنبال می‌کردند. بین‌الملل اول به نخستین گردهمایی برای ترویج ایده‌های سوسیالیستی تبدیل شد.
به طرفداران باکونین جمع‌گرایان گفته می‌شد. آن‌ها به دنبال جمعی کردن مالکیت ابزار تولید در عین حفظ پرداخت متناسب با میزان و شکل کار هر فرد بودند. آن‌ها همانند پرودونیست‌ها معتقد به حق هر فرد به تصاحب حاصل کار خویش و گرفتن پاداش برای هر مشارکت خود در فرایند تولید بودند. در مقابل آنارکو-کمونیست‌ها به دنبال مالکیت جمعی ابزار تولید و همچنین مالکیت جمعی فراورده‌های کار بودند. به گفتهٔ اریکو مالاتستا «به جای پذیرفتن خطر آشفتگی حین تلاش برای تمایز میان کار تو و کار من، بگذار تمام کارها را انجام دهیم و همه چیز را به اشتراک بگذاریم. به این شکل هر فرد تمام امکانات و قدرتش را در اختیار جامعه می‌گذارد و به این شکل تولید کافی برای هر فرد صورت می‌گیرد و هر فرد مطابق نیازش دریافت می‌کند و دریافتش را تنها در چیزهایی محدود می‌کند که هنوز به میزان بسیار برای همه موجود نیستند». آنارکو-کمونیسم نخستین بار به عنوان یک فلسفهٔ منسجم اقتصادی-سیاسی در شاخهٔ ایتالیایی بین‌الملل اول صورت‌بندی شد. این گروه از روی احترام به باکونین اختلافات‌شان با آنارشیسم جمع‌گرا را تا پس از مرگ او علنی نمی‌کردند.
سندیکالیسم نخستین بار در فرانسه و تا حدی تحت تأثیر پرودون و بعدها پلوتیه و ژرژ سورل به وجود آمد. این دیدگاه در اواخر قرن ۱۹ از میان جنبش اتحادیه‌های کارگری فرانسه متولد شد (سندیکا در فرانسوی به معنی اتحادیهٔ کارگری است). سندیکالیسم تا زمان در هم شکستنش توسط حکومت‌های فاشیستی نیروی مهمی در ایتالیا و اسپانیای اوایل قرن بیستم محسوب می‌شد. در ایالات متحده سندیکالیسم در پوشش «کارگران صنعتی جهان» یا «وابلی‌ها» در سال ۱۹۰۵ موجودیت یافت. سندیکالیسم یک نظام اقتصادی بر مبنای سازمان دادن صنایع در قالب کنفدراسیون‌ها یا سندیکاهاست و چنین اقتصادی از طریق مذاکره میان نمایندگان متخصصین و کارگران هر رشته‌ای اداره می‌شود. سندیکالیسم گونه‌ای از کمونیسم و ابرشرکت‌محوری اقتصادی است، با این وجود به شیوه‌ها و جنبش‌های سیاسی دخیل برای به عمل درآوردن چنین نظامی نیز اشاره دارد. یکی از جنبش‌های تأثیرگذار آنارشیستی بر مبنای ایده‌های سندیکالیستی آنارکو-سندیکالیسم است.
انجمن فابیان یک سازمان سوسیالیست بریتانیایی با هدف گسترش سوسیالیسم از طریق شیوه‌های اصلاح‌طلبانه و تدریجی است. این انجمن بسیاری از پایه‌های لازم برای ساخت حزب کارگر را فراهم آورد و به همین ترتیب در سیاست دولت‌های به وجود آمده پس از استعمارزدایی از امپراتوری بریتانیا، خصوصاً هند و سنگاپور مؤثر بود. انجمن فابیان در ابتدا در عین تعهد به برپا کردن اقتصاد سوسیالیستی به امپریالیسم بریتانیا نیز به عنوان یک نیروی مدرنیزاسیون متعهد بود. بعدها این انجمن به یک اندیشکده تبدیل شد و حالا یکی از پانزده انجمن سوسیالیست مرتبط با حزب کارگر است.
سوسیالیسم صنفی یک جنبش سیاسی طرفدار ادارهٔ کارگری صنعت به میانجی صنف‌های کارگری «در ارتباط قراردادی ضمنی با عموم جامعه است». این جنبش در پادشاهی متحده آغاز شد و بیشترین تأثیر را در ربع اول قرن بیستم داشت. متفکرانی چون ساموئل جورج هابسون و ج. د. اچ. کول خواهان واگذاری مالکیت صنایع و نیروی کارشان به صنف‌هایی شدند که هر کدام تحت ادارهٔ دموکراتیک یک اتحادیهٔ کارگری هستند. سوسیالیست‌های صنفی کمتر از فابیانیست‌ها مایل به قرار دادن قدرت در دست دولت بودند.

### بین‌الملل دوم
با افزایش پذیرش ایده‌های مارکس و انگلس خصوصاً در اروپای مرکزی، سوسیالیست‌ها در صدد اتحاد در قالب یک سازمان بین‌المللی برآمدند. در سال ۱۸۸۹ (صدمین سالگرد انقلاب فرانسه) بین‌الملل دوم با ۳۸۴ نماینده از بیست کشور جهان که حدود ۳۰۰ سازمان سوسیالیستی و کارگری را نمایندگی می‌کردند تشکیل شد. در کنگرهٔ سوم، انگلس به عنوان رئیس‌کل افتخاری برگزیده شد. ورود آنارشیست‌ها به بین‌الملل دوم ممنوع اعلام شد. دلیل اصلی این ممنوعیت فشارها از جانب مارکسیست‌ها بود. می‌توان گفت که بین‌الملل دوم جایی در طول فعالیت به زمین نبردی میان سوسیالیسم لیبرترین و سوسیالیسم اقتدارگرا بدل شد.
در این دوران اصلاحات به عنوان بدیلی برای انقلاب مطرح شد. ادوآرد برنشتاین یکی از سوسیال‌دموکرات‌های پیشرو در آلمان بود که مفهوم «سوسیالیسم تکاملی» را مطرح نمود. سوسیالیست‌های انقلابی به سرعت اصلاح‌طلبی را هدف قرار دادند. رزا لوکزامبورگ در مقالهٔ خود «اصلاح اجتماعی یا انقلاب؟» که در سال ۱۹۰۰ منتشر شد سوسیالیسم تکاملی برنشتین را مورد نکوهش قرار داد. سوسیالیسم انقلابی در برگیرندهٔ جنبش‌های متعدد سیاسی و اجتماعی است که ممکن است هر کدام «انقلاب» را متفاوت از دیگری تعریف کنند. حزب سوسیال دموکرات آلمان با وجود این که تا لغو قوانین ضدسوسیالیستی در سال ۱۸۹۰ به شکل غیرقانونی فعالیت می‌کرد به بزرگ‌ترین و قدرتمندترین حزب سوسیالیست در اروپا تبدیل شد. به گفتهٔ انگلس این حزب در انتخابات ۱۸۹۳ موفق به کسب ۱٫۷۸۷٫۰۰۰ رای شد که یک چهارم تمام رای‌ها بود. انگلس در سال ۱۸۹۵ –یعنی سال مرگش- بر اهمیت مانیفست کمونیست برای پیروزی در «نبرد دموکراسی» تأکید کرد.
در آمریکای جنوبی، حزب سوسیالیست آرژانتین در سال ۱۸۹۰ تأسیس شد. این نخستین حزب توده‌ای در این کشور و همچنین در آمریکای لاتین به‌شمار می‌رفت. این حزب از هموندان بین‌الملل دوم بود.

### اوایل قرن بیستم
در سال ۱۹۰۴ رهبر حزب کارگر استرالیا، کریس واتسون نخست‌وزیر این کشور شد. به این ترتیب واتسون رئیس نخستین حکومت سوسیالیستی پارلمانی در جهان شد. تاریخ‌نگار استرالیایی جفری بلینی معتقد است که حزب کارگر در دههٔ ۹۰ قرن ۱۹ ابداً سوسیالیستی نبود و عناصر سوسیالیست و جمع‌گرا تنها در اوائل قرن بیستم راه خود را در حزب پیدا کردند.

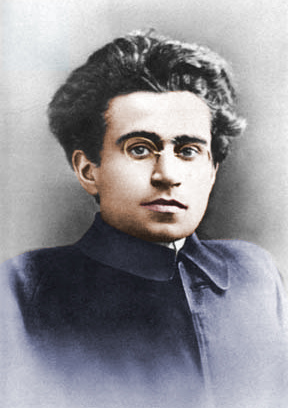
آنتونیو گرامشی، عضو حزب سوسیالیست ایتالیا و بعدها نظریه‌پرداز و رهبر حزب کمونیست ایتالیا

در سال ۱۹۰۹ نخستین کیبوتص توسط یهودهای روسی مهاجر در فلسطین تشکیل شد. جنبش کیبوتص در طول قرن بیستم با پیروی از دکترین سوسیالیسم صهیونیستی گسترش یافت. حزب کارگر بریتانیا موفق به کسب نخستین کرسی خود در مجلس عوام در سال ۱۹۰۲ شد.
تا سال ۱۹۱۷ میهن‌پرستی جنگ جهانی اول در استرالیا و بخش غالب اروپا و ایالات متحده جای خود را به رادیکالیسم سیاسی داده بود. از جملهٔ دیگر احزاب سوسیالیست جهان که اهمیت‌شان در اوائل قرن بیستم در سیاست کشورهای خود افزایش یافت می‌توان به حزب سوسیالیست ایتالیا، شاخه‌ی فرانسوی کارگران بین‌الملل، حزب کارگران سوسیالیست اسپانیا، حزب سوسیال دموکرات سوئد، حزب سوسیال دموکرات کارگری روسیه، حزب سوسیالیست آرژانتین، حزب کارگران سوسیالیست در شیلی و حزب سوسیالیست آمریکا در ایالات متحده اشاره کرد.

#### انقلاب روسیه
در فوریهٔ ۱۹۱۷ انقلابی در روسیه رخ داد. کارگران، سربازان و دهقانان شوراها را تشکیل دادند، پادشاهی سقوط کرد و یک حکومت موقت تشکیل شد که انتخابات مجلس مؤسسان را به تعلیق درآورد. در آپریل همان سال ولادیمیر لنین رهبر شاخهٔ بلشویک سوسیالیست‌ها در روسیه که برای توسعه عمیق و جنجالی‌اش از مارکسیسم شناخته می‌شد موفق شد که با عبور از آلمان از محل تبعیدش در سوییس به روسیه برگردد.
لنین مقالاتی پیرامون تحلیل خود از امپریالیسم، انحصار دوران جهانی‌سازی سرمایه‌داری و همچنین تحلیل‌هایی در مورد شرایط اجتماعی منتشر کرده بود. او شاهد این نکته بود که با گسترش سرمایه‌داری در اروپا و آمریکا، کارگران تا جایی که مشغول کار کردن برای پرداخت هزینه‌هایشان بودند همچنان از کسب آگاهی طبقاتی ناتوان باقی می‌ماندند. به این ترتیب لنین این‌طور نتیجه گرفت که انقلاب اجتماعی نیازمند رهبری یک حزب ونگارد با انقلابیون واجد آگاهی طبقاتی از بخش‌های تحصیل‌کرده و فعال جمعیت است.
لنین با رسیدن به پتروگراد اعلام کرد که انقلاب در روسیه در این زمان تازه آغاز شده است و قدم بعدی برای شوراهای کارگری این است که قدرت را به‌طور کامل از آن خود کنند. او تزهایی برای مشخص کردن طرح کلی بلشویک‌ها از جمله رد هرگونه مشروعیت حکومت موقت و تقاضای ادارهٔ دولت از طریق شوراها مطرح نمود. بلشویک‌ها به تاثیرگذارترین نیرو تبدیل شدند. در ۷ نوامبر کاخ زمستانی توسط ارتش سرخ بلشویک مورد حمله قرار گرفت. از این واقعه بعدها در ادبیات اتحاد جماهیر شوروی تحت عنوان انقلاب کبیر سوسیالیستی اکتبر یاد می‌شد. دولت موقت از بین رفت و فدراسیون جماهیر سوسیالیستی شوروی –نخستین دولت سوسیالیستی صاحب قانون اساسی جهان- تأسیس شد. در ۲۵ ژانویهٔ ۱۹۱۸ لنین در شورای پتروگراد اعلام کرد «زنده باد انقلاب سوسیالیستی جهانی!» و خواهان آتش‌بس در تمام جبهه‌ها و انتقال مالکیت زمین‌های ملاکان، درباریان و صومعه‌ها به دهقانان بدون هیچ گونه پرداخت شد.
یک روز بعد از کسب قدرت اجرایی در ۲۵ ژانویه لنین پیش‌نویس ادارهٔ کارگری را نوشت که مطابق آن ادارهٔ کارگری مشاغلی که بیش از پنج کارگر دارند تضمین می‌شد و دسترسی به تمام کتاب‌ها، اسناد و منابع لازم را برای کارگران فراهم می‌کرد و پیروی از دستورها کارگران را «به عنوان صاحبان بنگاه‌ها» ضروری می‌دانست. حکومت بلشویک از طریق شوراهای منتخب و همراستا با انقلابیون چپ سوسیالیست که دهقان-محور بودند شروع به ملی‌کردن بانک‌ها و صنایع نمود. این حکومت خواهان صلح و خروج از جنگ جهانی اول شد و فراخوانی برای مجلس مؤسسان داد که در آن حزب انقلابیون سوسیالیست موفق به کسب اکثریت شد.
مجلس مؤسسان ویکتور چرنوف، رهبر حزب انقلابیون سوسیالیست را به عنوان رئیس‌جمهور جمهوری روسیه انتخاب کرد، پیشنهاد بلشویک‌ها مبنی بر تأیید فرمان‌ها شوروی در مسائلی چون زمین، صلح و ادارهٔ کارگری را رد کرد ولی قدرت نمایندگان شوراهای کارگری، سربازان و دهقانان را به رسمیت شناخت. روز بعد بلشویک‌ها اعلام کردند که انتخابات مجلس مؤسسان با لیست‌های حزبی قدیمی برگزار شده بود و «کمیتهٔ مرکزی اجرایی روسی» آن را منحل نمود. در مارس ۱۹۱۹ احزاب کمونیست جهان طی ملاقاتی در مسکو «کمینترن» را تشکیل کردند که با عنوان بین‌الملل سوم نیز شناخته می‌شود.
اتحاد شوروی تا پیش از جنگ جهانی دوم دو قحطی بزرگ را تجربه کرد. اولی قحطی روسیه در سال‌های ۱۹۲۱–۱۹۲۲ بود که بین یک تا ده میلیون کشته بر جا گذاشت. قحطی بزرگ دوم در سال‌های ۱۹۳۲–۱۹۳۳ شکل گرفت.
اقتصاد شوروی نخستین اقتصاد دستوری متمرکز در جهان بود. این اقتصاد مالکیت دولتی صنایع را از طریق نهادهای مرکزی‌ای چون گاسپلن دنبال می‌کرد. برنامه‌های اقتصادی در قالب برنامه‌های پنج ساله تنظیم می‌شد. تمرکز روی گسترش صنایع سنگین حتی به قیمت شکست کشاورزی بود. به این ترتیب شوروی به یکی از برترین تولیدکننده‌های محصولات سنگین صنعتی در جهان تبدیل شد اما صنایع سبک و مصرفی در آن رو به زوال گذاشت. صنعتی‌سازی سریع دو هدف داشت: آوردن جوامع اغلب دهقانی شوروی به عصر مدرن و تأسیس یک طبقهٔ کارگر وفادار به لحاظ سیاسی. مدرنیزاسیون باعث افزایش عمومی استانداردهای زندگی در دهه‌های ۱۹۵۰ و ۱۹۶۰ شد.

#### بین‌الملل سوم و موج انقلابی

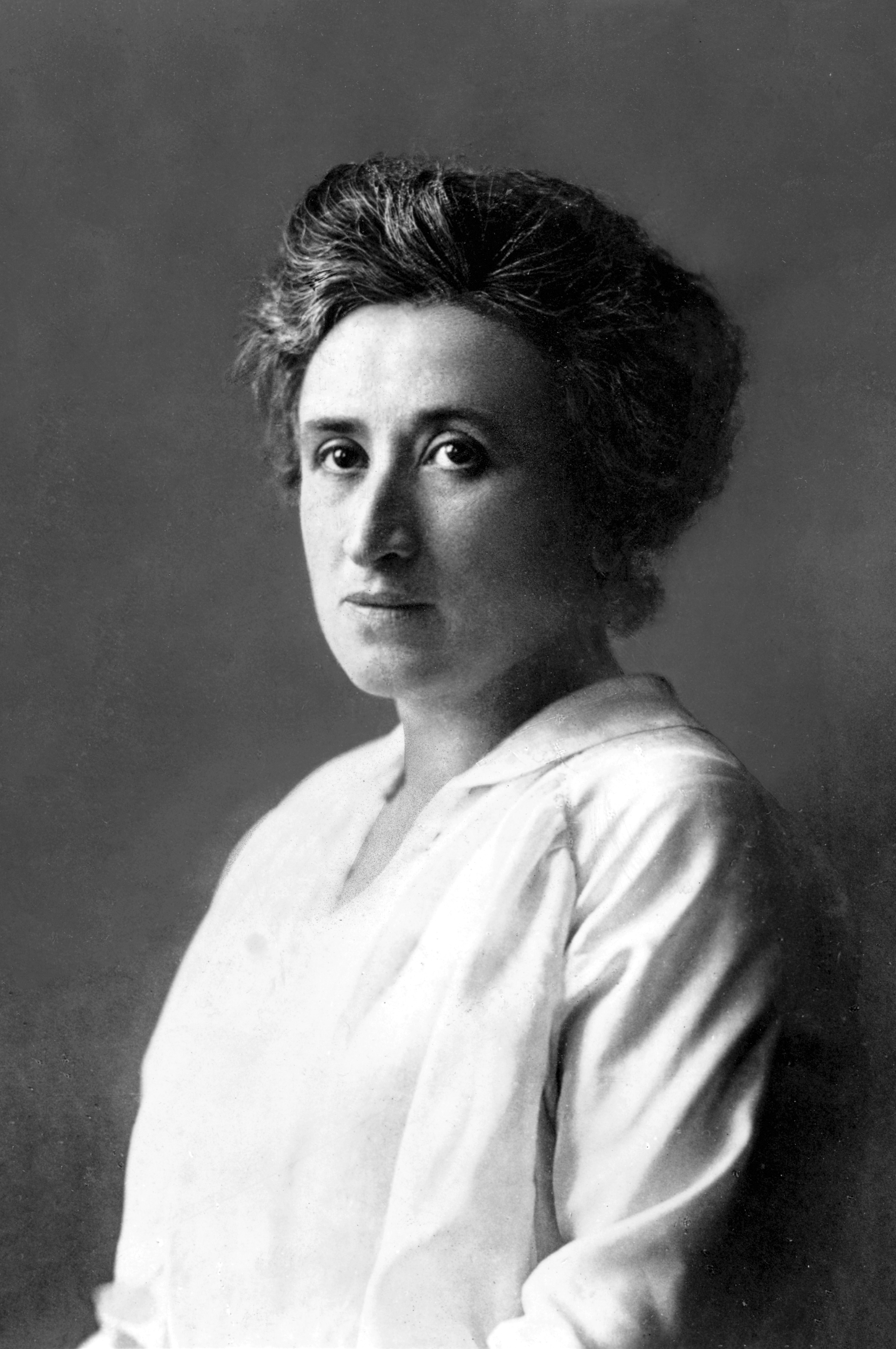
رزا لوکزامبورگ، انقلابی مارکسیست برجسته، از رهبران حزب سوسیال‌دموکرات آلمان و از رهبران و شهیدان خیزش اسپارتاکیست‌ها

انقلاب بلشویکی روسیه در ژانویه ۱۹۱۸ آغازگر احزاب کمونیست در بسیاری از کشورها و موجی انقلابی تا اواسط ۱۹۲۰ شد. عدهٔ کمی از کمونیست‌ها شکی در این داشتند که پیروزی تجربهٔ روسیه به پیروزی انقلاب‌های کارگری و سوسیالیستی در کشورهای توسعه‌یافتهٔ صنعتی بستگی داشت. در سال ۱۹۱۹ لنین و تروتسکی احزاب کمونیست جهان را در قالب مجمعی جهانی از کارگران جمع کردند که به آن بین‌الملل کمونیستی یا کمینترن یا بین‌الملل سوم نیز گفته می‌شد.
انقلاب روسیه الهام‌بخش قیام‌هایی در کشورهای دیگر شد. انقلاب آلمان ۱۹۱۸–۱۹۱۹ حکومت پادشاهی آلمان را با یک جمهوری جایگزین کرد. انقلاب از نوامبر ۱۹۱۸ تا تأسیس جمهوری وایمار در اوت ۱۹۱۹ ادامه داشت. این دوره به دو بخش جمهوری شورایی باواریا و خیزش اسپارتاکیست‌ها تقسیم می‌شد. یک جمهوری کوتاه مدت شورایی در مجارستان بین ۲۱ مارس تا اول اوت ۱۹۱۹ به وجود آمد. رهبر این جمهوری بلا کون بود و باعث ایجاد یک دوره وحشت سرخ شد. با سرنگونی رژیم یک دوره وحشت سفید وحشیانه‌تر شکل گرفت. کون موفق شد به اتحاد شوروی بگریزد و در آن‌جا در قتل ده‌ها هزار از سفیدهای روسی مشارکت کند. او در پاکسازی‌های ۱۹۳۰ شوروی کشته شد.
در ایتالیا وقایع موسوم به «دوسالگان سرخ» با اعتصاب‌های عمومی، تظاهرات‌های کارگری و تجربیات خود-مدیریتی از طریق تصرف کارخانه‌ها و زمین شکل گرفت. در تورین و میلان شوراهای کارگری تشکیل شدند و آنارکوسندیکالیست‌ها به تسخیر کارخانه‌ها دست زدند.
در ایران دورهٔ کوتاه ۱۹۲۰–۱۹۲۱ جمهوری شورایی سوسیالیستی ایران برپا شد. قیام پاتاگونیا که انقلابی سندیکالیستی در آرژانتین بود یک سال و نیم از ۱۹۲۰ تا ۱۹۲۱ دوام یافت. کمون آنارشیستی گوانگ‌ژو در چین از سال ۱۹۲۱ به مدت شش سال موجودیت داشت. در سال ۱۹۲۴ جمهوری خلق مغولستان تأسیس شد و تحت حکومت حزب خلق مغولستان قرار گرفت. فدراسیون آنارشیستی در منچوری از سال ۱۹۲۹ به مدت دو سال حاکم بود. بسیاری از این انقلاب‌ها آغازگر جوامع و الگوهای اقتصادی‌ای شدند که سوسیالیستی توصیف شده است.

### از رکود بزرگ تا جنگ جهانی دوم
در دههٔ ۲۰ و ۳۰ قرن بیستم اختلافات میان سوسیالیست‌های دموکراتیک و اصلاح‌طلب (که معمولاً با بین‌الملل کارگری و سوسیالیستی مرتبط بودند) و سوسیالیست‌های انقلابی (که عموماً به بین‌الملل کمونیستی وابستگی داشتند) افزایش یافت. همچنین درگیری درون جنبش‌های کمونیستی میان استالینیست‌های مسلط و مخالفانی چون طرفداران تروتسکی در اپوزیسیون چپ بالا گرفت. تروتسکیست‌ها در بین‌الملل چهارم تروتسکی که در سال ۱۹۳۸ در فرانسه تأسیس شد معتقد بودند که کمینترن یا بین‌الملل سوم به‌طور غیرقابل بازگشتی «با استالینیسم تباه شده است» و در نتیجه از رساندن طبقهٔ کارگر به قدرت ناتوان است.
در اواخر دههٔ سی قرن بیستم با عروج فاشیسم در سرتاسر اروپا سوسیالیست‌های دموکرات و کمونیست‌ها برای پیگیری سیاست جبههٔ واحد به هم نزدیک‌تر شدند. در ژوئن ۱۹۳۴ شاخهٔ فرانسوی بین‌الملل کارگری به رهبری لئون بلوم معاهدهٔ همکاری با حزب کمونیست فرانسه منعقد کرد. در انتخابات ۱۹۳۶ جبههٔ متحد برندهٔ اکثریت کرسی‌های مجلس شد و بلوم موفق به تشکیل حکومت شد.

#### جنگ داخلی اسپانیا

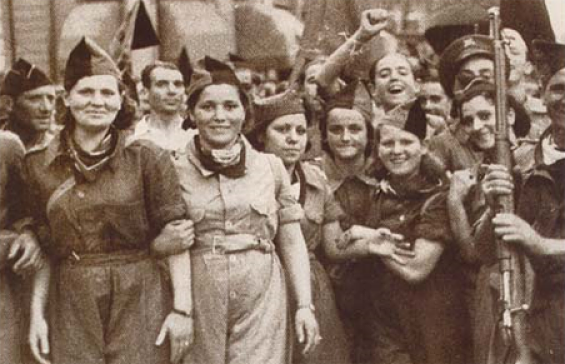
اعضای میلیشیای آنارکیستا ایبریکا در جریان انقلاب اسپانیا در ۱۹۳۶

در جنگ داخلی اسپانیا (۱۹۳۶–۱۹۳۹) سوسیالیست‌ها (از جمله سوسیال دموکرات‌های حزب کارگران سوسیالیست اسپانیا و مارکسیست‌های حزب اتحاد مارکسیستی کارگران) به‌طور متحد در جبههٔ جمهوری‌خواهان وفادار به جناح چپ جمهوری دوم اسپانیا قرار گرفتند و با آنارشیست‌های کمونیست و سندیکالیست متحد شدند و از اتحادیه‌ی عمومی کارگران حمایت کردند.
انقلاب اسپانیا در ۱۹۳۶ یک انقلاب اجتماعی کارگری در طول جنگ بود که معمولاً به عنوان الگویی برای سوسیالیسم از پایین دیده می‌شود. جنبشی متأثر از آنارشیسم و با مشارکت دهقانان و کارگران که حمایت گروه‌های مسلح شبه‌نظامی را داشت بر بارسلون و بخش‌های گسترده‌ای از مناطق روستایی اسپانیا مسلط شد و در آن‌ها سیاست زمین اشتراکی را در پیش گرفت. انقلاب اسپانیا با جنگ داخلی اسپانیا در ۱۹۳۶ آغاز شد و به اِعمال گستردهٔ اصول سوسیالیسم لیبرترین برای مدت دو تا سه سال منجر شد. از جمله مناطق تحت تسلط انقلابیون می‌توان به کاتالونیا، آراگون، اندلس، و بخش‌هایی از لوانته اشاره کرد. در این دوره بخش عمدهٔ اقتصاد اسپانیا تحت کنترل کارگری درآمد. مطابق برآورد تاریخ‌نگار آنارشیست سم دالگف حدود هشت میلیون نفر به‌طور مستقیم یا غیرمستقیم در انقلاب اسپانیا مشارکت داشتند.

### میانهٔ قرن بیستم

#### پس از جنگ جهانی دوم
عروج نازیسم و آغاز جنگ جهانی دوم به انحلال بین‌الملل کارگری و سوسیالیستی در سال ۱۹۴۰ انجامید. بعد از جنگ، بین‌الملل سوسیالیست به عنوان وارث آن در ژوئیه ۱۹۵۱ در فرانکفورت تأسیس شد.
پس از جنگ جهانی دوم حکومت‌های سوسیال دموکرات، اصلاحات اجتماعی و توزیع ثروت را از طریق دولت رفاه و نظام مالیاتی پی گرفتند. احزاب سوسیال دموکرات در دوران پس از جنگ در سیاست کشورهایی مثل فرانسه، ایتالیا، چکسلواکی، بلژیک و نروژ دست بالا را داشتند. در این دوران فرانسه مدعی بیشترین مالکیت دولتی در میان کشورهای سرمایه‌داری بود. این کشور به ملی‌سازی برخی شرکت‌های عمومی از جمله شرکت‌های مرتبط با معدن، برق، گاز، هواپیمایی، بانک و ماشین‌سازی روی آورد.
در سال ۱۹۴۵ حزب کارگر بریتانیا به رهبری کلمنت اتلی و بر اساس یک برنامهٔ سوسیالیستی رادیکال به قدرت رسید. دولت کارگری صنایعی چون معدن، گاز، زغال‌سنگ، برق، راه‌آهن، آهن، فولاد و بانک انگلیس را ملی کرد. نفت و گاز بریتانیا به‌طور رسمی در ۱۹۵۱ ملی شد. آنتونی کراسلند می‌گوید در سال ۱۹۶۵ ۲۵٪ صنایع بریتانیا ملی شده بود و خدمتکاران عمومی از جمله آن‌ها که در شرکت‌های ملی کار می‌کردند همین میزان از کارگران را تشکیل می‌دادند. دولت‌های کارگری در سال‌های ۱۹۶۴–۱۹۷۰ و ۱۹۷۴–۱۹۷۹ نیز مسیر مشابهی در پیش گرفتند. سوسیالیست‌ها پس از غیرملی سازی شرکت فولاد بریتانیا توسط محافظه‌کاران این صنعت را به علاوهٔ شرکت بریتیش لیلاند در ۱۹۷۶ ملی کردند. سرویس سلامت همگانی خدمات مرتبط با سلامتی را به‌طور رایگان با استفاده از مالیات فراهم می‌آورد. مسکن عمومی و کارگری نیز به علاوهٔ آموزش دانشگاهی از طریق نظام بورسیه‌ای در دسترس قرار گرفت.

#### کشورهای نوردیک

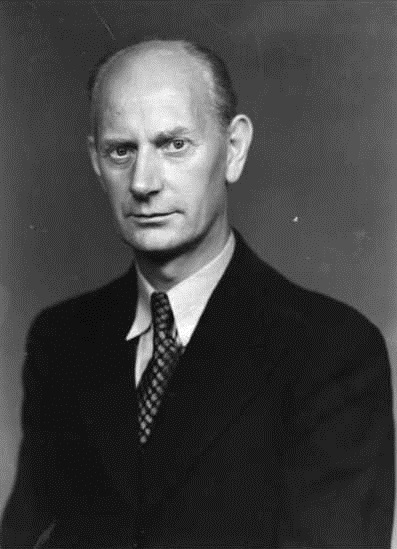
اینار گارهاردسن، نخست‌وزیر نروژ از حزب کارگر

در طول اغلب دوران پس از جنگ، سوئد توسط حزب سوسیال دموکرات اداره می‌شد که در تعامل گسترده با اتحادیه‌های کارگری و صنعتی قرار داشت. این حزب از سال ۱۹۳۶ تا ۱۹۷۶، ۱۹۸۲ تا ۱۹۹۱، ۱۹۹۴ تا ۲۰۰۶ و از ۲۰۱۴ غالباً به شکل حکومت اقلیت در قدرت بوده است. این دولت‌ها قادر شدند تا نظام رفاهی را تا حد قابل توجهی گسترش دهند. نخست‌وزیر سوئد اولاف پالمه خود را یک «سوسیال دموکرات» می‌دانست و یک «اصلاح‌طلب انقلابی» شناخته می‌شد.
حزب کارگری نروژ در سال ۱۸۸۷ تأسیس شد و عمدتاً فدراسیونی متشکل از احزاب کارگری بود. حزب کارگری نروژ از ۱۹۴۶ تا ۱۹۶۲ با رهبری اینار گارهاردسن -که به مدت هفده سال نخست‌وزیر بود- اکثریت غالب را در پارلمان این کشور داشت. اگرچه این حزب بسیاری از ایده‌های سوسیالیستی پیش از جنگ خود را رها کرد اما نظام رفاهی در دوران گارهاردسن برای فراهم آوردن حقوق اساسی بشر و ثبات اقتصادی گسترش یافت.
احزاب سوسیال دموکرات در جملهٔ قدیمی‌ترین احزاب در تمام کشورهای نوردیک هستند. این کشورها یا نظام‌هایی که به مدت طولانی تحت تسلط احزاب سوسیال دموکرات قرار داشته‌اند معمولاً با برچسب سوسیال‌دموکرات شناخته می‌شوند. الگوی نوردیک نوعی از نظام اقتصادی-سیاسی است که بین کشورهای نوردیک (دانمارک، فنلاند، ایسلند، نروژ و سوئد) مشترک است. این الگو سه مولفهٔ اساسی دارد: مذاکرهٔ مسالمت‌آمیز و نهادمند میان کارفرمایان و اتحادیه‌های کارگری، سیاست‌های فعال، قابل پیش‌بینی و محاسبه‌شده در اقتصاد کلان و نظام رفاهی همگانی و آموزش رایگان. نظام رفاهی در نروژ و سوئد غالب است اما اتحادیه‌های کارگری نقش مهم‌تری در دانمارک، فنلاند و ایسلند ایفا می‌کنند.
اصلاحات اساسی در کشورهای نوردیک نتیجهٔ مصالحه و توافق میان گروه‌های مختلف در طیف سیاسی است. اصلاحات اصلی در دانمارک، نروژ و سوئد تحت نظارت کابینه‌های سوسیال دموکرات صورت گرفت، در حالی که در کاربست این الگو در فنلاند و ایسلند احزاب مرکز-راست احزاب غالب بودند. از جنگ جهانی دوم کشورهای نوردیک عمدتاً قادر به حفظ سوسیال‌دموکراسی و اقتصاد ترکیبی بوده‌اند که با مشارکت نیروی کار، برابری جنسیتی، منافع برابری‌خواهانه و همگانی، بازتوزیع ثروت و سیاست‌های بسط مالی شناخته می‌شود.

#### اتحاد شوروی و اروپای شرقی
دوران شوروی شاهد رقابت میان بلوک شرقی به رهبری شوروی و بلوک غربی به رهبری ایالات متحده بود. نظام شوروی در بخش غالب قرن بیستم به عنوان تهدید و رقیبی برای سرمایه‌داری غربی دیده می‌شد. بلوک شرق متشکل از دولت‌های کمونیستی اروپای مرکزی و شرقی بود. کشورهایی چون جمهوری خلق لهستان، جمهوری دموکراتیک آلمان، مجارستان، بلغارستان، چکسلواکی، رومانی، آلبانی و در آغاز یوگسلاوی در این ردیف قرار داشتند.
انقلاب ۱۹۵۶ مجارستان که یک قیام خودجوش سراسری علیه حکومت کمونیستی بود به شکلی بی‌رحمانه توسط نیروهای شوروی سرکوب شد و مخالفت نیکیتا خروشچف با افراطی‌گری‌های رژیم استالین باعث اختلاف در احزاب کمونیست اروپای غربی شد که به شکل‌گیری چپ نو (پایین‌تر را ببینید) انجامید. کمتر از یک دهه بعد چکسلواکی به رهبری الکساندر دوبچک کوشید تا الگوی دموکراتیک‌تری از سوسیالیسم دولتی ارائه دهد که از آن با عنوان «سوسیالیسم با چهره‌ی انسانی» یاد می‌شد و این تجربه نیز طی بهار پراگ به شکلی بی‌رحمانه توسط اتحاد شوروی سرکوب شد.

#### آسیا، آفریقا و آمریکای لاتین
در سال‌های پس از جنگ در بسیاری از کشورهایی که در آن زمان در ردهٔ کشورهای در حال توسعه قرار می‌گرفتند سوسیالیسم از محبوبیت بسیاری برخوردار شد. کشورهایی در آفریقا، آسیا و آمریکای لاتین با رفتن به سمت سوسیالیسم جهان سومی صنایع را ملی کردند. در طول جنبش آزادی در هندوستان و تلاش برای استقلال بسیاری از چهره‌های شاخهٔ چپ کنگره ملی هند تحت عنوان «حزب سوسیالیست کنگره» سازمان یافتند. سیاست آن‌ها بر مبنای تعهد به دگردیسی سوسیالیستی در جامعه در عین مخالفت با اقتدارگرایی تک‌حزبی استالینیسم بود.
انقلاب کمونیستی چین دومین مرحله از جنگ داخلی چین بود که با تأسیس جمهوری خلق چین به رهبری حزب کمونیست چین خاتمه یافت. حزب کومینتانگ نیز در دههٔ بیست سوسیالیسم چینی را به عنوان بخشی از ایدئولوژی خود پذیرفت. بین سال‌های ۱۹۵۸ تا ۱۹۶۲ طی یک گام بزرگ به جلو در جمهوری خلق چین حدود سی میلیون نفر از گرسنگی مردند و روی هم رفته حداقل ۴۵ میلیون نفر جان خود را از دست دادند.
ظهور این موجودیت جدید سیاسی در چهارچوب جنگ سرد پیچیده و دردناک بود. چندین تلاش آزمایشی برای سازمان دادن دولت‌های مستقل به منظور ایجاد یک جبههٔ مشترک برای محدود کردن نفوذ ایالات متحده و اتحاد شوروی در این کشورها آغاز شد. این مسئله به شکاف چینی-شوروی منجر شد. جنبش عدم تعهد چهره‌هایی چون جواهرلعل نهرو از هند، سوکارنو از اندونزی، یوسیپ بروز تیتو از یوگسلاوی و جمال عبدالناصر از مصر را گرد هم آورد. با استقلال بسیاری از کشورهای آفریقایی در دههٔ ۶۰ بعضی از آن‌ها سرمایه‌داری را به نفع سوسیالیسم آفریقایی نفی کردند.
انقلاب کوبا (۱۹۵۳–۱۹۵۹) یک انقلاب مسلحانه توسط جنبش ۲۶ ژوئیه به رهبری فیدل کاسترو و متحدان‌شان علیه حکومت باتیستا بود. حکومت کاسترو نهایتاً شیوهٔ کمونیسم را در پیش گرفت و در اکتبر ۱۹۶۵ حزب کمونیست کوبا حزب حاکم بر این کشور شد.
در اندونزی اواسط دههٔ ۶۰ قرن بیست اقدام به یک کودتا و مقصر شناختن حزب کمونیست اندونزی آغازگر یک قتل‌عام ضدکمونیستی به رهبری سوهارتو شد که هدف اصلی‌اش از بین بردن تأثیر فزایندهٔ حزب کمونیست اندونزی و دیگر گروه‌های چپ‌گرا بود. این اقدام با حمایت قابل توجه ایالات متحده همراه بود که در زمان سرنگونی سوکارنو به اوج خود رسید. این وقایع به نابودی نهایی حزب کمونیست و چپ اندونزی منجر شد و راه را برای یک تغییر جهت بزرگ در موازنهٔ قدرت جنوب شرق آسیا به سمت غرب فراهم کرد که نقطهٔ عطفی در جریان جنگ سرد جهانی بود.

#### چپ نو
چپ نو اصطلاحی بود که عموماً در پادشاهی متحده و ایالات متحده برای ارجاع به فعالان، آموزشگران و دیگرانی در دههٔ ۶۰ و ۷۰ به کار می‌رفت که به دنبال اجرای طیف وسیعی از اصلاحات در مسائلی چون حقوق همجنسگرایان، حق اتمام بارداری، نقش‌های جنسیتی و استفاده از مواد روانگردان بودند. در تقابل با جنبش‌های اولیهٔ چپ یا مارکسیست که رویکرد نخبه‌گرایانه‌تری به عدالت اجتماعی داشتند و تمرکزشان عمدتاً به اتحاد کارگری و مسائل مرتبط با طبقات اجتماعی بود، چپ نو مداخله در جنبش‌های کارگری و نظریهٔ تاریخی مارکسیسم مبتنی بر کشاکش طبقاتی را رد می‌کرد.
در ایالات متحده چپ نو با جنبش هیپی و تظاهرات‌های دانشجویی ضدجنگ و همچنین جنبش‌های آزادی سیاهان مثل حزب پلنگ سیاه شناخته می‌شود. این جریان اگرچه در آغاز با مخالفتش با احزاب دموکراتیک «چپ قدیم» شناخته می‌شد به مرور نقشی مرکزی در ائتلاف‌های دموکراتیک پیدا کرد.

#### اعتراضات ۱۹۶۸
اعتراضات ۱۹۶۸ نمایانگر تشدیدی جهانی در درگیری‌های اجتماعی بود که با طغیان عمومی علیه ارتش و نخبگان سرمایه‌داری و بروکراتیک آغاز گشت و با افزایش سرکوب از سوی این دسته‌ها رو به رو شد. این اعتراضات نقطهٔ عطفی در جنبش حقوق مدنی در ایالات متحده شدند که مولد جنبش‌های انقلابی‌ای چون حزب پلنگ سیاه بود. رهبر برجستهٔ جنبش حقوق مدنی مارتین لوتر کینگ جونیور با برپا کردن «کارزار مردم فقیر» به مسئلهٔ برابری اقتصادی پرداخت در حالی که شخصاً با سوسیالیسم دموکراتیک همدلی نشان می‌داد. در واکنش به حمله عید تت اعتراضات باعث شکل‌گیری جنبش گسترده‌ای در اعتراض به جنگ ویتنام در سراسر ایالات متحده و حتی در لندن، پاریس، برلین و رم شد. در سال ۱۹۶۸ بین‌الملل فدراسیون‌های آنارشیستی طی کنفرانسی در کارارا تأسیس شد.
جنبش‌های مردمی سوسیالیستی علاوه بر ایالات متحده در کشورهای اروپایی نیز گسترش یافتند. خیره‌کننده‌ترین تجلی این روند اعتراضات مه ۱۹۶۸ در فرانسه بود که طی آن دانشجویان با اعتصاب نزدیک به ده میلیون کارگر متحد شدند.
کشورهای تحت سلطهٔ احزاب کمونیستی هم شاهد اعتراضات علیه نخبگان بروکراتیک و نظامی بودند. در اروپای شرقی اعتراضات وسیع خصوصاً در بهار پراگ در چکسلواکی شدت گرفت. در پاسخ، اتحاد شوروی چکسلواکی را تصرف کرد. این تصرف توسط احزاب کمونیست ایتالیا، فرانسه و فنلاند محکوم شد اما احزاب کمونیست پرتغال، لوکزامبورگ و شاخه‌های محافظه‌کار حزب کمونیست یونان از آن حمایت کردند.

### اواخر قرن بیستم

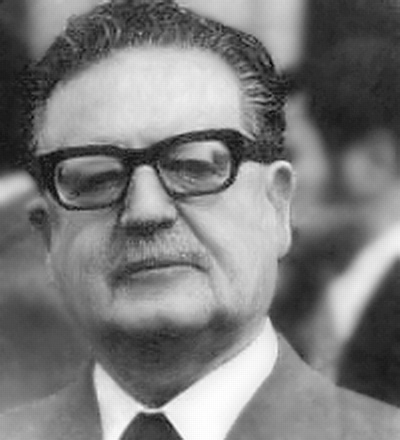
سالوادور آلنده رئیس‌جمهور شیلی و از اعضای حزب سوسیالیست شیلی که ریاست‌جمهوری‌اش پس از کودتا با حمایت سی‌آی‌ای پایان یافت.

در دههٔ ۶۰ یک گرایش سوسیالیستی در کلیسای کاتولیک آمریکای لاتین ظهور کرد که با عنوان الهیات آزادی‌بخش شناخته می‌شد. این گرایش کشیش کلمبیایی کامیلو تورس رسترپو را به عضویت در ارتش آزادی‌بخش ملی کلمبیا برانگیخت. در شیلی سالوادور آلنده، پزشک و نمایندهٔ حزب سوسیالیست شیلی در سال ۱۹۷۰ به ریاست جمهوری برگزیده شد. در سال ۱۹۷۳ حکومت او توسط دیکتاتوری نظامی آگوستو پینوشه که حمایت آمریکا را داشت سرنگون شد و حکومت پینوشه تا اواخر دههٔ هشتاد ادامه یافت. در جامائیکا مایکل مانلی سوسیال دموکرات به عنوان چهارمین نخست‌وزیر جامائیکا از ۱۹۷۲ تا ۱۹۸۰ و از ۱۹۸۹ تا ۱۹۹۲ فعالیت داشت. بنا به نظرسنجی‌ها او همچنان یکی از نخست‌وزیرهای محبوب جامائیکا از زمان استقلال محسوب می‌شود. انقلاب نیکاراگوئه نمایانگر مخالفت‌های فزاینده با دیکتاتوری سوموزا در دههٔ ۶۰ و ۷۰ بود. کارزاری به رهبری جبههٔ آزادی‌بخش ملی ساندینیستا برای سرنگونی خشونت‌آمیز دیکتاتوری در ۱۹۷۸–۱۹۷۹ و تلاش‌های بعدی این سازمان برای حکومت بر نیکاراگوئه از ۱۹۷۹ تا ۱۹۹۰ شامل اقدامات سوسیالیستی برای اصلاحات بازتوزیعی گسترده و برنامه‌های آموزشی می‌شد. در گرنادا در ۱۳ مارس ۱۹۷۹ دولت انقلابی خلق تشکیل شد که در سال ۱۹۸۳ توسط نیروهای مسلح ایالات متحده سرنگون شد. جنگ داخلی سالوادور (۱۹۷۹–۱۹۹۲) درگیری میان حکومت ارتشی السالوادور و اتحادیه‌ای از گروه‌های چریکی سوسیالیست بود.
در سال ۱۹۸۲ دولت سوسیالیست تازه انتخاب شدهٔ فرانسه به ریاست جمهوری فرانسوا میتران تعدادی از صنایع اساسی از جمله بانک‌ها و شرکت‌های بیمه را ملی کرد. کمونیسم اروپایی از ترندهای دههٔ ۱۹۷۰ و ۱۹۸۰ در بین احزاب مختلف کمونیستی در اروپای غربی بود که به دنبال بسط یک نظریه و پراکسیس برای یک دگرگونی اجتماعی بودند که برای کشورهای اروپای غربی مناسب‌تر باشد و کمتر تحت تأثیر و تسلط حزب کمونیست شوروی قرار بگیرد. بیرون از اروپای غربی گاهی از آن با عنوان نئوکمونیسم یاد می‌شود. بعضی از احزاب کمونیستی با پشتیبانی قوی مردمی از جمله حزب کمونیست ایتالیا و حزب کمونیست اسپانیا الگوی کمونیسم اروپایی را مشتاقانه در پیش گرفتند و در حزب کمونیست فنلاند هم اکثریت با طرفداران کمونیسم اروپایی بود. حزب کمونیست فرانسه و بسیاری از احزاب کوچک‌تر با کمونیسم اروپایی مخالفت کردند و تا فروپاشی شوروی با سیاست‌های آن همراستا باقی ماندند. از دیگر موارد بیرون آمده از جنبش کمونیستی که بیشتر به سمت چپ گرایش داشت «خودگردانی کارگری» در ایتالیا بود که خصوصاً در سال‌های ۱۹۷۶ تا ۱۹۷۸ فعال بود. این جنبش نقش مهمی در جنبش گسترده‌تر خودگردانی در دههٔ ۱۹۷۰ داشت که مبلغ اشکال رادیکال‌تر سوسیالیسم بر مبنای خودگردانی طبقهٔ کارگر به جای احزاب ونگارد و برنامه‌ریزی دولتی بود.
در چین پس از مرگ مائو در سال ۱۹۷۶ دنگ شیائوپینگ قدرت را در دست گرفت و آغازگر اصلاحات اقتصادی مهمی شد. حزب کمونیست چین کنترل حکومتی بر زندگی شخصی شهروندان را کاهش داد و کمون‌ها جای خود را به زمین‌های خصوصی کرایه‌ای دادند. به این ترتیب تغییر چین از یک اقتصاد دستوری به اقتصاد ترکیبی با عنوان «سوسیالیسم با خصائص چینی» آغاز شد.
اتحاد جماهیر شوروی تا پیش از فروپاشی در سال ۱۹۹۱ از برخی جهات دومین اقتصاد بزرگ دنیا بعد از ایالات متحده بود. با این حال اقتصاد کشور تحت تأثیر سختی‌های اقتصادی، افزایش دائمی تورم، کمبود مواد مصرفی و سوءمدیریت مالی قرار داشت. یکی از میراث‌های باقی ماندهٔ کمونیسم در اتحاد شوروی ایجاد زیرساخت‌های مادی در طول چندین دهه ممارست تولیدی صنعتی و نابودی گستردهٔ محیط زیستی است. گذار به سرمایه‌داری در شوروی سابق و بلوک شرق که با «شوک‌درمانی» مورد تایید واشینگتن همراه بود، همراه با حرکت به سمت سرمایه‌داری بازار آزاد باعث سقوط شدیدی در سطح زندگی مردم شد. روسیهٔ پساکمونیستی شاهد افزایش نابرابری اقتصادی و فقر و همچنین اوج‌گیری نرخ مرگ و میر در میان مردان و کاهش امید به زندگی بود که با پروار شدن طبقهٔ جدید الیگارشی تجاری روس همراه شد. این مسائل باعث افزایش احساسات ناسیونالیستی و احساس نوستالژی برای دوران کمونیستی در بعضی مردمان این کشورها شده است.
بسیاری از احزاب سوسیال دموکرات، خصوصاً در دوران جنگ سرد، سیاست‌های نئولیبرالی مانند خصوصی‌سازی، مقررات‌زدایی و مالی‌گرایی اتخاذ کردند. آن‌ها هدف لیبرالیسم اقتصادی را به جای سوسیالیسم میانه‌رو رد پیش گرفتند. در دههٔ ۱۹۸۰ موفقیت‌های سیاستمداران محافظه‌کار نئولیبرالی مثل رونالد ریگان در ایالات متحدهٔ آمریکا و مارگارت تاچر در بریتانیا، برایان مالرونی در کانادا و آگوستو پینوشه در شیلی، دولت رفاه غربی از درون مورد حمله قرار گرفت اما حمایت دولتی برای بخش خصوصی همچنان ادامه یافت. بین‌الملل سوسیالیستی در هجدهمین کنگرهٔ خود اعلامیهٔ جدیدی از اصول خود ارائه داد که در آن آمده بود: «سوسیالیسم دموکراتیک یک جنبش بین‌المللی برای آزادی، عدالت اجتماعی و همبستگی است. هدف آن دستیابی به جهانی در صلح است که در آن این ارزش‌های بنیادین بتواند رشد کند و جهانی که در آن هر فرد قادر باشد زندگی پرمعنایی با رشد کامل استعدادهایش داشته باشد و از تضمین حقوق انسانی و مدنی خود در چهارچوب دموکراتیک جامعه برخوردار باشد».
در دههٔ ۱۹۹۰ حزب کارگر به رهبری تونی بلر سیاست‌هایی بر مبنای اقتصاد بازار آزاد برای فراهم آوردن خدمات از طریق طرح سرمایه‌گذاری خصوصی در پیش گرفت. ایدهٔ یافتن یک راه سوم میان سوسیالیسم دولتی چپ قدیم و سرمایه‌داری بازار راست جدید و ارزیابی مجدد سیاست‌های دولت رفاهی در اتخاذ این سیاست مؤثر بود. حزب کارگر در سال ۱۹۹۵ موضع خود را در قبال سوسیالیسم بازتعریف کرد و آن را در چهارچوبی اخلاقی‌تر قرار داد و تمام ارجاعات به مالکیت عمومی، کارگری یا شورایی ابزار تولید را حذف نمود. در اساس‌نامهٔ جدید حزب کارگر آمده است: «حزب کارگر یک حزب سوسیال دموکرات است. این حزب باور دارد که ما با قدرت تلاش جمعی‌مان قادر به کسب موفقیت بیشتری هستیم تا با تلاش‌های فردی‌مان. هدف این حزب فراهم آوردن ابزارهایی برای بالفعل کردن توانایی‌های بالقوهٔ تک تک افراد و ساختن جامعه‌ای است که در آن قدرت، ثروت و فرصت در دست اکثریت باشد و نه اقلیت».

### اوائل قرن بیست و یک
در سال ۱۹۹۰ حزب کارگر برزیل گردهمایی سائوپائولو را برگزار کرد که طی آن احزاب سوسیالیست آمریکای لاتین با یکدیگر مرتبط شدند. اعضای این کنفرانس در قالب «موج صورتی» حکومت‌های چپ‌گرا در کشورهای این قاره در اوایل قرن بیست و یک شناخته می‌شدند. احزاب عضو، احزاب حاکم کشورهایی چون آرژانتین، اکوادور، السالوادور، پرو و ونزوئلا بودند.
بسیاری از احزاب جریان اصلی سوسیال دموکرات همچنان به سمت راست حرکت کردند. در سمت راست جنبش سوسیالیستی «اتحاد ترقی‌خواهان» در سال ۲۰۱۳ توسط اعضای سابق یا فعلی بین‌الملل سوسیالیستی برپا شد. این سازمان هدف خود را تبدیل شدن به شبکه‌ای برای «ترقی‌خواهان دموکراتیک، سوسیال‌دموکرات، سوسیالیست و جنبش‌های کارگری» می‌داند. در سال ۱۹۹۲ احزاب جریان اصلی سوسیالیست و سوسیال‌دموکرات اروپا در قالب «حزب سوسیالیست‌های اروپا» گرد هم آمدند. بسیاری از این احزاب بخش عمدهٔ رای‌دهندگان خود را در اوائل قرن بیست و یک از دست دادند. در اروپا سهم رای این احزاب در سال ۲۰۱۵ در کمترین میزان خود در ۷۰ سال گذشته قرار داشت. کاهش محبوبیت این احزاب جا را برای بعضی احزاب رادیکال‌تر و پوپولیست‌تر چپ مثل حزب فرانسه تسلیم‌ناپذیر، سیریزا در یونان یا حزب چپ در آلمان باز کرد. در بعضی کشورها احزاب جریان اصلی سوسیال‌دموکرات یا مرکزگرا شاهد رواج مجدد بوده‌اند که محبوبیت جرمی کوربین در پادشاهی متحده و برنی سندرز در ایالات متحده نشان‌دهندهٔ این مطلب است. با این حال تعداد معدودی از این احزاب رادیکال چپ موفق به تصاحب دولت ملی در اروپا شده‌اند، با این حال برخی احزاب جریان اصلی سوسیال‌دموکرات مانند حزب سوسیالیست پرتغال قادر به کسب چنین موفقیتی بوده‌اند.

## مکاتب

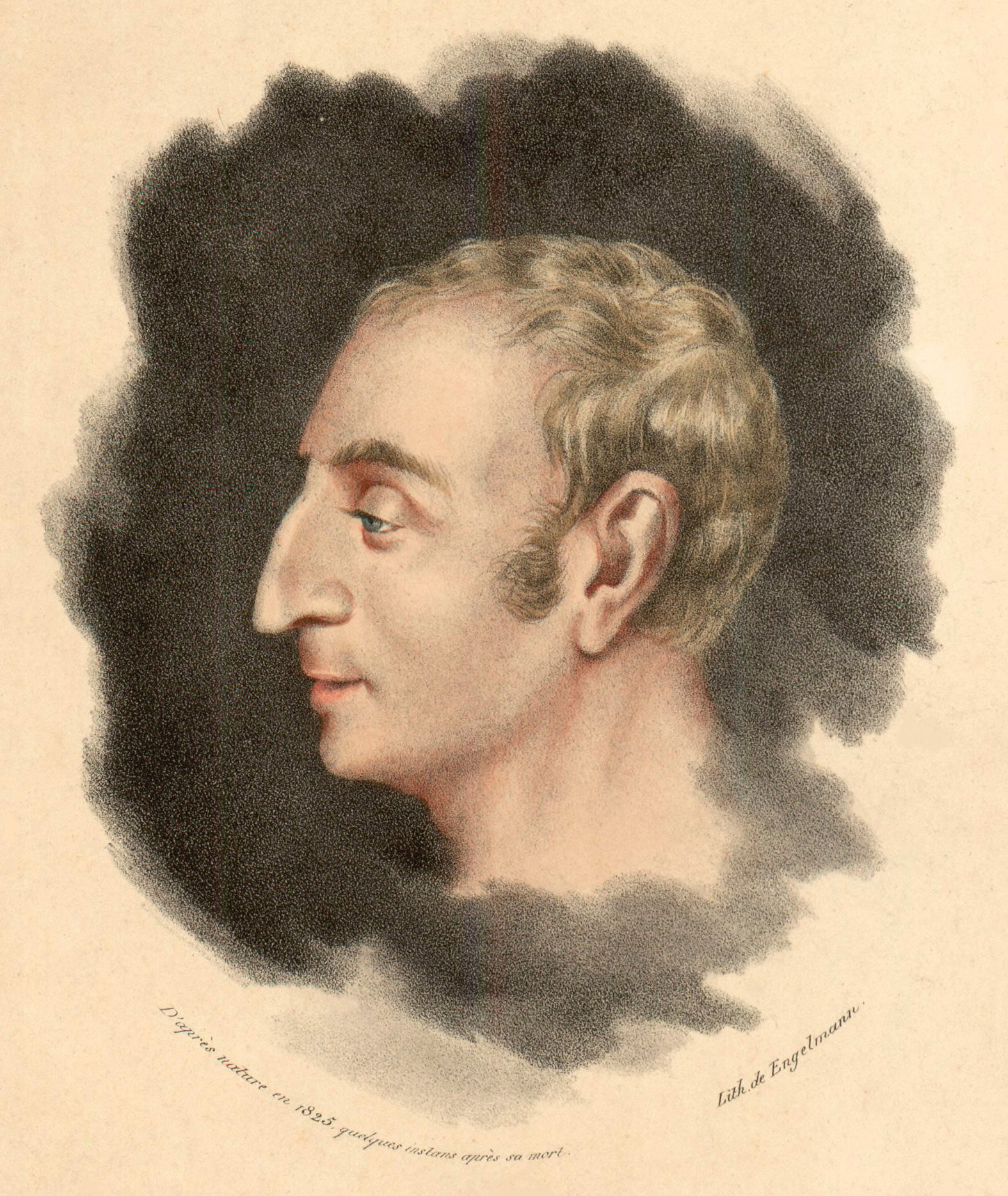
پرتره: کلود-هنری دو رووروآ، کنت سن سیمون. حکاکی توسط گوتفرید انگلمن از روی پرتره‌ای که در سال ۱۸۲۵، چند لحظه پس از مرگ فیلسوف، کشیده شده است.

ریشه سوسیالیسم را می‌توان در نقاط تاریخی مختلف، از افلاطون و مسیحیت گرفته تا رادیکال‌های جنگ داخلی قرن ۱۶ انگلستان، جویید اما سوسیالیسم در معنای معاصر خود در اروپا و در اوایل قرن ۱۹ شکل گرفت. محققان در مجموع اتفاق نظر دارند که تغییرات سریع اقتصادی و اجتماعی در پی شهرنشینی، صنعتی‌سازیشهری، دوری از روستاها، گسترش هرچه بیشتر و سریعتر، در این شکل‌گیری مثمر ثمر واقع شده‌اند. لیبرال‌های آن عهد از این تغییر که خود را در فردگرایی و اقتصاد کاپیتالیستی مجسم کرده بود، استقبال کردند اما سوسیالیست‌ها آن را مشکل‌زا یافتند زیرا آنان بر جامعه، همکاری و اتحادیه‌ها تأکید داشتند و نیز بر جنبه دیگر اقتصاد کاپیتالیستی، یعنی نابرابری اختلاف طبقاتی شدیدی که موجب شده بود، متمرکز بودند. در این زمینه بود که لفظ «کمونیست و سوسیالیست» اول بار در مجله تعاونی لندن به سال ۱۸۲۷ دیده شد؛ در مقاله‌ای اندر مالکیت سرمایه: «آیا بهتر است در تملک فرد باشد، یا در مالکیت عمومی؟» آنان که مورد دوم را انتخاب می‌کردند را «سوسیالیسم» نامیدند.

### سوسیالیسم تخیلی
لفظ «سوسیالیست‌های تخیلی» را کارل مارکس و پیروانش (مخصوصاً جنبش هگلی‌های جوان) به سوسیالیست‌های قبل از خود دادند تا نشان دهند در نظرشان، آنان «ساده‌لوح» بودند و تفکراتشان ریشه در تحلیل اجتماعی، اقتصادی و سیاسی عمیق دقیقی نداشته است. به هرحال این سوسیالیست‌های موسوم به تخیلی معتقد بودند که می‌توان با زندگی و کار اشتراکی، جامعه‌ای استوار بر هارمونی، تعاون و وحدت ساخت. چنین جوامعی (کمون) در اروپا و آمریکا به شکل محدود برپا شدند و نتایج مختلفی به بار آوردند اما تأثیر بلندمدت و چشمگیری نداشتند و ایجاد نکردند. محبوب‌ترین متفکر از این دست را می‌توان وکیل فرانسوی اتین کابه (۱۷۸۸–۱۸۵۶) دانست که تحت تأثیر اتوپیا از تامس مور کتاب سفر به ایکاری را نوشت که در آن جامعه‌ای خیالی بر پایه «کامل‌ترین شکل مساوات» را توصیف کرد. این جامعه که از هر نظر (حتی شیوه لباس‌پوشیدن) بر پایه برابری بود، بین کارگران فرانسوی محبوبیت زیادی یافت. جوامع ایکاریایی در سراسر فرانسه و حتی در ایالات متحده شکل گرفتند و یکیشان تا انتهای قرن ۱۹ نیز باقی ماند اما نهایتاً بین متفکران سوسیالیست تخیلی، کلودهانری سن سیمون، شارل فوریه و رابرت اوون تأثیر بلندمدت بیشتری داشتند.
کلودهانری سن سیمون (۱۷۶۰–۱۸۲۵) یک اشراف‌زاده فرانسوی بود که در جنگ استقلال آمریکا با بریتانیایی‌ها جنگیده بود. او تحت تأثیر نبود مزیت‌های اجتماعی در آمریکا برای یک طبقه خاص، در آغاز انقلاب فرانسه لقب اشرافی خود را کنار گذاشت. سن سیمون در نامه‌هایی از یک ساکن ژنو از جامعه موجود در فرانسه انتقاد کرد؛ انتقادات او بیش از سرمایه‌داری، متوجه نظام نیمه‌ارباب‌رعیتی بود اما در تحلیل او، طبقات اجتماعی نقش اصلی را داشتند و نیز معتقد به ممکن‌بودن ارائه یک توضیح علمی از توسعه تاریخی بود و نتیجتاً، شباهت‌های زیادی با نظریه مارکس دارد. علی‌رغم این او برخلاف مارکس مالکیت را مهم‌ترین مسئله نمی‌یافت و تمرکزش بر ظهور و سقوط طبقات تولیدکننده و غیر تولیدکننده در طول تاریخ بود. او در تحلیل خود بخش اعظم جامعه (از جمله کارگران کارخانه‌ها و نیز کارخانه‌داران) را در دسته اول قرار داد و گروه دیگری به نام علاف‌ها (روحانیون، اشراف و غیره) را در دسته دوم. در نظر سن سیمون، طبقه تولیدکننده بار پیشرفت جامعه را بر دوش دارد و اینان می‌توانند با حذف طبقه غیر تولیدکننده که مانعی بر سر پیشرفت اقتصادی و شیوه‌های جدید حکومت است، وارد دوره جدیدی از تاریخ شوند. سکولار بودن نظریه سن سیمون، باعث شد طبقه کارگر از آن استقبال نکند و به همین دلیل سن سیمون نظریه‌اش را اصلاح کرد و گفت حاضر است ترکیبی از اخلاقیات سکولار و نسخه بازسازی‌شده‌ای از مسیحیت را بپذیرد زیرا هدف از بین بردن فقر و تأمین کار و تحصیل برای همه است.
عقاید شارل فوریه (۱۷۷۲–۱۸۳۷) با سن سیمون تفاوت‌های اساسی داشتند. او خود را یک رئالیست (واقع‌گرایی فلسفی) به حساب می‌آورد که موفق به کشف قوانین مورد نیاز برای ایجاد یک جامعه جدید شده است. فوریه آرمان‌شهری به نام هارمونی را تصور می‌کرد که بر پایه احساسات، شور و روابط جنسی استوار بود. او عدم تطابق احساسات انسان‌ها با یکدیگر و نحوه کار جامعه را دلیل مشکلات می‌دانست؛ نتیجتاً طالب ایجاد کمون‌هایی با ظرفیت مطلوب ۱٬۶۰۰ نفر شد زیرا معتقد بود ۱٬۶۰۰ نوع شخصیت انسانی وجود دارد. در این حالت، همه احساسات برآورده می‌شود و همه کارهای لازم قابل انجام است. فوریه اعتقاد نداشت انسان‌ها نیاز دارند خودشان را تغییر دهند و رفتار نامناسب جامعه هم با زنان را یکی از دلایل کارکرد ناموفق آن می‌دانست. همچنین او اهمیت نابرابری اجتماعی و اقتصادی را مسبب اصلی نزاع در جامعه نمی‌یافت. مانند فوریه، رابرت اوون (۱۷۷۱–۱۸۵۸) نیز جامعه (و نه افراد) را مسبب مشکلات بشر می‌دانست اما برخلاف او، اوون اعتقاد داشت مردم می‌توانند و باید تغییر کنند. در نظر اوون، محیط شکل‌دهنده شأن و شخصیت فرد است و نه خود او، جامعه کنونی هم در دست متعصبان مذهبی و لسه فرهای اقتصادی است؛ مردم خودخواهانه رفتار می‌کنند چون محیط چنین می‌خواهد و مسبب آن می‌شود. راه حل اوون تغییر شرایطی مثل تربیت کودکان، محیط، سازماندهی کار و روابط بین جنسیت‌ها بر اساس منطق و همکاری بود. اوون نتوانست حمایت دولت، کلیسا و سرمایه‌داران را برای نظریات خود جلب کند و نتیجتاً رادیکال‌تر شد؛ او به مالکیت خصوصی و نظام سودمحور و نافع تاخت و خواستار ایجاد جوامعی ۵۰۰ تا ۱٬۵۰۰ نفره با مالکیت اشتراکی صنایع و مزارع و حتی الغای پول و جایگزینی‌اش با «برگه‌های کارگری» شد.

### آنارشیسم
هر آنارشیستی سوسیالیست نیست (همان‌طور که هر سوسیالیستی آنارشیست نیست) و این مکتب طیف‌های مختلفی را در بر می‌گیرد. بین اینان، آنارشیسمی که با تفکرات افرادی مثل پیر-ژوزف پرودون و میخائیل باکونین گره خورده است، با سوسیالیسم قرابت نزدیک دارد. پرودون، مثل فوریه، زاده جنوب شرق فرانسه و برخاسته از یک زندگی روستایی بود اما برخلاف او، با مسائلی از قبیل همجنس‌گرایی و فمینیسم ستیز داشت. جامعه مد نظر پرودون آنی بود که روستاییان مستقل و سخت‌کوش از شرایط اساسی زندگی و حقوق پایه و امکانات اصلی برخوردار باشند. علی‌رغم این، او از نظر اجتماعی و سیاسی بسیار نسبت به سوسیالیست‌های تخیلی رادیکال‌تر بود. همو در رساله مالکیت چیست؟ (۱۸۴۰) شعار معروف «مالکیت چیست؟ مالکیت دزدی است!» را به کار برد. به‌طور کلی در آثار پرودون در طول عمرش این تفکر کلی که کارگران باید پایه نهاد جامعه باشند و نیز همه نظام‌های حاکمیتی که سرکوب‌گر هستند دیده می‌شود. در نظر او، اگر مردمان فقط برای خانواده و خودشان کار کنند، استثمار به پایان می‌رسد زیرا هیچ نصیب کارفرمایی که کاری نمی‌کند، نخواهد شد. او معتقد بود دولت علیه مردم عادی است و با کاپیتالیست‌ها همدست است با این حال گاه دولتی متشکل از نمایندگان کمون‌ها را قابل قبول می‌یافت. تا دهه ۱۸۶۰ آنارشیسم پرودونی حمایت بسیاری بین طبقه کارگر فرانسه به دست آورده و حتی راه خود را به سوسیالیسم و رادیکالیسم جریان اصلی اروپا نیز پیدا کرده بود.
علی‌رغم محبوبیتی که پرودون کسب کرد، میخائیل باکونین آن آنارشیستی بود که تفکراتش رقیبی برای مارکسیسم میان کارگران به‌شمار می‌رفت. باکونین از خانواده‌ای اشرافی و محافظه‌کار روس برخاسته بود. او در ۱۸۴۰ با مارکس، پرودون و متفکران برجسته دیگری دیدار و در انقلاب‌های ۱۸۴۸ اروپا شرکت کرد. او همچنین توسل به ترور را جایز می‌دانست. علی‌رغم این‌ها، باکونین به عنوان یک متفکر نیز شخصیت مهمی به حساب می‌آمد. بعد از انتشار مانیفست حزب کمونیست (۱۸۴۸) او با مارکس و انگلس بر سر مسائل مهمی اختلاف نظر پیدا کرد. باکونین، برخلاف مارکسیست‌ها، معتقد نبود طبقه کارگر کشورهای صنعتی مهم‌ترین نیروهای انقلابی هستند. در عوض، سرکوب‌شده‌ترین طبقه را مستعدترین طبقه برای انقلاب می‌یافت. او دهقانان روسیه را مثال می‌زد که ساختار سنتی‌شان می‌توانست پایه‌ای برای برپایی سوسیالیسم باشد. اختلاف دیگر بر سر سازمان‌دهی، قبل و بعد از، انقلاب بود. در سال ۱۸۶۴ باکونین به انترناسیونال اول پیوست اما تلاش کرد نقش مارکس در آن را به چالش بکشد. نهایتاً در ۱۸۶۸ اعلام کرد که از کمونیسم متنفر است. باکونین معتقد بود مارکس دربارهٔ ایجاد احزاب برای پیروزی سوسیالیسم در اشتباه است؛ او سازمان‌های سری را می‌پسندید. اختلاف مارکس و باکونین بعد از سرکوب خون‌بار کمون پاریس (۱۸۷۱) به اوج رسید. باکونین آن را تحقق تفکرات خود و آغاز جنبشی کمونالیستی که نظامی فدرالی مطابق تفکرات پرودون در سراسر فرانسه برپا خواهد کرد، می‌دانست. مارکس نیز کمون پاریس را ستایش می‌کرد اما بعد از سرکوب کارگران، بدان نتیجه رسید که زمان تبدیل اینترناسیونال به حزب کارگری سازمان‌دهی‌شده رسیده است؛ امری که باکونین، فردی با نفوذ قابل ملاحظه در اسپانیا، ایتالیا و سوئیس، نمی‌پسندید. به هرحال دیری نپایید که مارکسیسم بر آنارشیسم غلبه کرد و به مکتب اصلی در میان سوسیالیست‌های اروپا تبدیل شد.

### مارکسیسم
مهم‌ترین مکتب سوسیالیستی حاصل همکاری میان کارل مارکس (۱۸۱۸–۱۸۸۳) و فریدریش انگلس (۱۸۲۰–۱۸۹۵) بود، با این وجود از این مکتب تفاسیر گوناگونی شده است. مارکس از تبار ربی‌های یهودی از هر دو سمت پدری و مادری بود و پدرش برای حفظ شغل خود به مسیحیت گرویده بود. انگلس فرزند یک کارخانه‌دار آلمانی پروتستان بود. این دونفر از ۱۸۴۴ دوستان نزدیک و از نظر سیاسی و فکری با یکدیگر همکار بودند؛ لیکن مارکس نقش اصلی را داشت و انگلس نیز خود بدین موضوع معترف بود.

نقد مارکسیسم بر سرمایه‌داری و توضیح آن برای جایگزینی سرمایه‌داری با نظامی سوسیالیستی، از مهم‌ترین ابعاد مارکسیسم هستند. این نقد، در نظریه‌ای به نام ماتریالیسم تاریخی تجلی پیدا کرده است. در واقع، مارکس و انگلس سوسیالیست‌های تخیلی و آنارشیست‌ها را به جهت عدم در نظر گرفتن اهمیت گذشته در شکل‌دهی به زمان حال، سرزنش می‌کردند. آن دو کلید براندازی سرمایه‌داری را در درک همین مسئله می‌یافتند. مارکس در ۱۸۵۹ نوشت که «انسان‌ها در شکل‌دهی اجتماعی به زندگی‌شان درگیر روابطی می‌شوند که از اراده‌شان خارج است؛ این روابط تولید هم‌پای مرحله توسعه قدرت مادی تولید است. ترکیبی از مجموع این روابط تولیدی ساختار اقتصادی جامعه را می‌سازد – پایه اصلی که روبنای قانونی و سیاسی از دل آن برخاسته است.» مارکس تفکرات، قوانین و سیاست را خوار نمی‌شمارد، اما آن‌ها را منطبق با مناسبات تولید وقت می‌دانست. هر نظامی طبقه حاکمه‌ای دارد؛ این طبقه حاکمه قدرت خود را مدیون سلطه بر مازاد اقتصادی است و تفکراتی مطرحند که با منافع طبقه حاکمه مذکور وفق داشته باشند. نظریه تاریخ مارکس همچنین تغییر به وسیله انقلاب را پیش‌بینی کرده است؛ با این حال انقلاب صرفاً به معنای درگیری مسلحانه نیست و احتمال انقلاب مسالمت‌آمیز نیز رد نشده است. مارکس نویسد:
نیروهای تولید در جامعه در مرحله مشخصی از توسعه خود، وارد منازعه با مناسبات تولید موجود یا روابط مالکیتی که پیش از آن در کار می‌کردند، خواهند شد… سپس دوره انقلاب اجتماعی خواهد رسید.
این بدان معناست که به عنوان مثال در حالی که پیشرفت‌های فنی و ارتباطی امکان توسعه کاپیتالیسم در اروپای فئودالی را داده‌اند، نظام‌های سنتی مالکیت زمین و مالیات همچون مانعی بر سر آن پیشرفت‌ها عمل کرده است. نهایتاً از این تنش‌های ساختاری میان طبقات – فئودال‌ها و کاپیتالیست‌های نوظهور – منجر به منازعه‌ای میان طبقاتی شده است که هر کدام به نظام‌های اقتصادی متفاوتی وابسته‌اند. این منازعه اوج خود را در یک انقلاب اجتماعی تجلی می‌دهد و طبقه پیروز که جایگزین طبقه شکست خورده شده است، روابط اجتماعی و روبنا را به گونه‌ای متحول می‌کند که با مناسبات تولید جدید تطبیق داشته باشد. نقد کاپیتالیسم و پیش‌بینی‌ها دربارهٔ سقوط نهایی آن، بخشی از این نظریه بود که توجه سوسیالیست‌ها را به خود معطوف کرد. مارکس و انگلس بدان نتیجه رسیده بودند که جامعه به دو طبقه متخاصم تقسیم شده است که در مبارزه‌ای با یکدیگر قرار دارند: بورژوازی و پرولتاریا؛ تضاد منافع بین این دوگروه منجر به نابودی نظام موجود خواهد شد.
مارکس از نظر اقتصادی نظریه ارزش کار را مطرح کرد. مطابق این نظریه، ارزش یک محصول با میزان کاری که صرف آن شده است، مشخص می‌شود. نیز عقیده داشت قبل از سرمایه‌داری محصولات به دلیل فایده‌ای که برای خریداران داشتند، داد و ستد می‌شدند اما تحت کاپیتالیسم هدف از تولید کالا پول و سود است. به علاوه، کارِ کارگر نیز به کالایی قابل خرید و فروش تبدیل شده است اما قیمت آن به اندازه محصولی که به وسیله همین کار تولید شده است، نیست. نظریه ارزش اضافی را مطرح کرد که مطابق آن، کسانی که ابزار تولید را در دست دارند (مثلاً کارخانه‌ها) با تولید کالا برای فروش به دنبال سود هستند. در جریان تولید، اینان دو نوع سرمایه دارند: سرمایه ثابت (ماشین‌آلات، موارد اولیه و غیره) که ارزش آن تغییر نمی‌کند و سرمایه متغیر (نیروی کار) که تغییر می‌کند. اولاً، این می‌تواند معادل ارزش خود را تولید کنید که در نظر مارکس، به‌طور طبیعی باید صرف امرار معاش کارگر و خانواده‌اش شود. اگر به عنوان مثال این رقم ۵۰ دلار در ۴ ساعت اولیه روز کاری باشد، کارگر می‌تواند در ۴ ساعت باقی‌مانده روز ۵۰ دلار دیگر تولید کند که این پول به سرمایه‌داران می‌رسد. تفاوت هزینه امرار معاش کارگر و آنچه به سرمایه‌داران می‌رسد (در این مورد ۵۰ دلار) ارزش اضافی نامیده می‌شود. مبارزه اصلی بین کارگران و سرمایه‌داران بر سر نرخ ارزش اضافی (که مارکس نرخ استثمار می‌خواندش) است و پیامدهای همین مسئله به عقیده مارکس نشان‌دهنده آن است که نظام سرمایه‌داری مستعد بحران است. پیشرفت شرایط تولید سبب می‌شود کالاهای بیشتری به بازار برسد اما سرمایه‌داران مجبورند حقوق کارگر را پایین نگه دارند تا کماکان از ارزش اضافی بهره‌مند شوند. این باعث می‌شود کارگر توانایی خرید کالاهای بیشتر را نخواهد داشت و نتیجتاً، تولید سودآور نخواهد بود. نظام سرمایه‌داری به بحران تولید بیش از اندازه یا مازاد عرضه وارد می‌شود که دو نتیجه خواهد داشت؛ اولاً، شرکت‌های قوی‌تر برخی رقبا را از میدان خارج می‌کنند و طبیعتاً بخشی از ابزار تولید را نابود می‌کنند و دوم، کاهش حقوق و افزایش شدید بیکاری. پس از مدتی، وضع به حالت پیشین خود بازخواهد گشت اما مشکلات ساختاری باقی می‌مانند و نظام سرمایه‌داری کماکان مستعد بحران خواهد ماند و در آینده، هر بحران بعدی از قبلی هم شدیدتر خواهد بود تا جایی که منجر به سقوط و نابودی این نظام شود.

### سوسیال دموکراسی
سوسیال دموکراسی آلترناتیوی چپ‌گرا برای مارکسیسم به حساب می‌آید. در واقع این مکتب ریشه در انتقادات سوسیالیست‌های دموکرات مثل ادوآرد برنشتاین (که خواستار تجدیدنظر در مارکسیسم بودند) از ماتریالیسم تاریخی و مبارزه طبقاتی به عنوان دوپایه اصلی مارکسیسم ارتدکس دارد. اینان که بر اهمیت سیاست و همکاری طبقاتی تأکید می‌کنند، مشکلات کاپیتالیسم و منافع آن را پذیرفته‌اند و معتقد هستند وظیفه اصلی چپ‌ها افزایش بازدهی بازار و کاهش ضررهای آن است. در نظر سوسیال دموکرات‌ها، بهترین شیوه برای رسیدن به این هدف، کسب قدرت سیاسی در دولت دموکراتیک و جذب حمایت همه قشرها (نه فقط کارگران) جامعه که از کاپیتالیسم رنج می‌برند، است.
به‌طور کلی تجدیدنظرطلبان زمینه مارکسیستی دارند اما نهایتاً، از آن مکتب جدا شده و تمرکز خود را بر تعهد به دموکراسی، اصلاح و جذب طبقات غیر کارگری گذاشتند. آن‌ها در دهه‌های ۱۹۲۰ و ۱۹۳۰ راهشان را کاملاً از رفقای مارکسیست خود جدا کردند. سوسیال دموکرات‌ها طالب دخالت دولت در اقتصاد هستند و علی‌رغم اختلافات درونی، همگی اتفاق نظر دارند که باید از قدرتِ دولت دموکراتیک برای رام کردن سرمایه‌داری استفاده شود. به همین منظور، آنان به حمایت اکثریت نیاز داشتند و دریافتند مسائلی مثل منافع مشترک برای مردم نسبت به مبارزه طبقاتی مارکسیست‌های ارتدکس و فردگرایی لیبرال‌های کلاسیک جذاب‌تر است.
بعد از جنگ جهانی دوم، چشم‌انداز سوسیال دموکراتیکی حمایت طیف‌های مختلف سیاسی را جذب کرد و پایه نظم اروپای پس از جنگ را شکل داد. در آن سال‌ها، دولت‌های اروپای غربی خود را به‌طور صریح به مهار کاپیتالیسم و محافظت از جامعه در برابر تأثیرات مخرب آن ملزم کردند و دیدگاه لیبرالی که قبل از جنگ دربارهٔ رابطه میان کاپیتالیسم، دولت و جامعه وجود داشت را کنار گذاشتند. زان پس، نقش دولت در اروپای غربی صرفاً تضمین رشد بازار نبود، بلکه دولت پاسدار جامعه — و نه اقتصاد — به حساب می‌آمد. نتیجه، چیزی بود که مارکسیست‌های ارتدکس و لیبرال‌های کلاسیک آن را غیرممکن به حساب می‌آوردند: یک اقتصاد کاپیتالیستی با عملکرد مثبت، دموکراسی و ثبات اجتماعی. به گفته شری برمان، شکوفایی اروپای بعد از جنگ ارتباط زیادی به لیبرالیسم یا مارکسیسم سنتی نداشت، بلکه یادآور اصول و سیاست‌های مد نظر سوسیال دموکرات‌هاست.

## زمینه‌های شکل‌گیری سوسیالیسم
برخی منشأ نظری سوسیالیسم را در کتاب جمهور افلاطون می‌دانند که طبقه حاکمه هیچ امتیاز خاصی ندارد و برای دو طبقه پاسدار و فلاسفه، افلاطون نظام اشتراکی، که نوعی نظام سوسیالیستی است را پیشنهاد می‌دهد. برخی دیگر می‌گویند «تعالیم انجیل در عهد عتیق، اولین مجموعه قوانین سوسیالیستی را تشریح کرده که از جمله آن‌ها حمایت از کارگران، زنان و ضعفاست.»
به‌طورکلی با عصر رنسانس نخستین سوسیالیست‌ها در اروپا طرح مالکیت اجتماعی و حذف مالکیت خصوصی را تشریح، و با انقلاب صنعتی، سوسیالیسم به عنوان یک ایدئولوژی به‌وجود آمد و علیه پیامدهای شوم انقلاب صنعتی برای اکثریت جامعه به ویژه کارگران شکل گرفت؛ که این سوسیالیسم جدید دارای مؤلفه‌هایی است که عبارتند از «یکی اقتصاد و سازوکار تولید اقتصادی- اجتماعی، دوم تصوری که آموزه‌های سوسیالیستی از انسان دارند مخالف فردیت انسان و موافق انسان به منزله عضوی از پیکره اجتماعی است»
در اروپا به‌خصوص در دو کشور فرانسه و انگلستان تفسیرهای متفاوتی از سوسیالیسم به منزلهٔ دو مکتب به منصهٔ ظهور رسید: ابتدا در انگلستان ۱۸۲۷ مکتب رابرت اوون در مقاله‌ای تحت عنوان «سوسیالیسم چیست؟» به سازماندهی اجتماعی، اقتصادی و سیاسی پرداخت و بعد در فرانسه در سال ۱۹۳۲ عقاید کلودهانری سن سیمون مبتنی بر اجتماعی کردن مالکیت وسایل تولید جمعی کاتولیک در مقابل فردگرایی پروتستان بود. به‌طورکلی «سوسیالیسم فرانسه با الهام از روسو، یک جهت‌گیری روستایی و بازگشت به طبیعت داشت اما سوسیالیسم انگلستان با صنعت برخورد مثبت تری داشت.»

## انتقادات
متفکرانی لیبرال و راستگرا مانند فریدریش فون هایک و لودویگ فن میزس نقدهایی را به سوسیالیسم و به ویژه در اقتصاد مبتنی بر آن وارد کرده‌اند. آن‌ها به ویژه امکان‌پذیری سوسیالیسم را مورد تردید قرار داده‌اند. بازارگرایان معتقدند که اقتصادها به قدری پیچیده‌اند که هیچ کنترل، مدیریت و حاکمیت مرکزی قادر به مهار و دربر گرفتن آن‌ها نیست، بلکه تنها در سایه هماهنگی نامتمرکز ایجاد شده توسط بازارها است که اقتصاد می‌تواند به خوبی عمل کند. استیون هورویتز معتقد است که سوسیالیسم نه تنها شکست خورده است که در هر صورت محکوم به شکست است. به عقیدهٔ او نه تنها شکست سوسیالیسم ارتباطی با بدذاتی یا حماقت آمران و عاملان قدرت ندارد بلکه اجرای اقتصاد سوسیالیستی به دلیل نیاز به اطلاعات بسیار زیاد برای عملکردی بهتر از بازار فراتر از توان انسان است.